# 普萊斯納

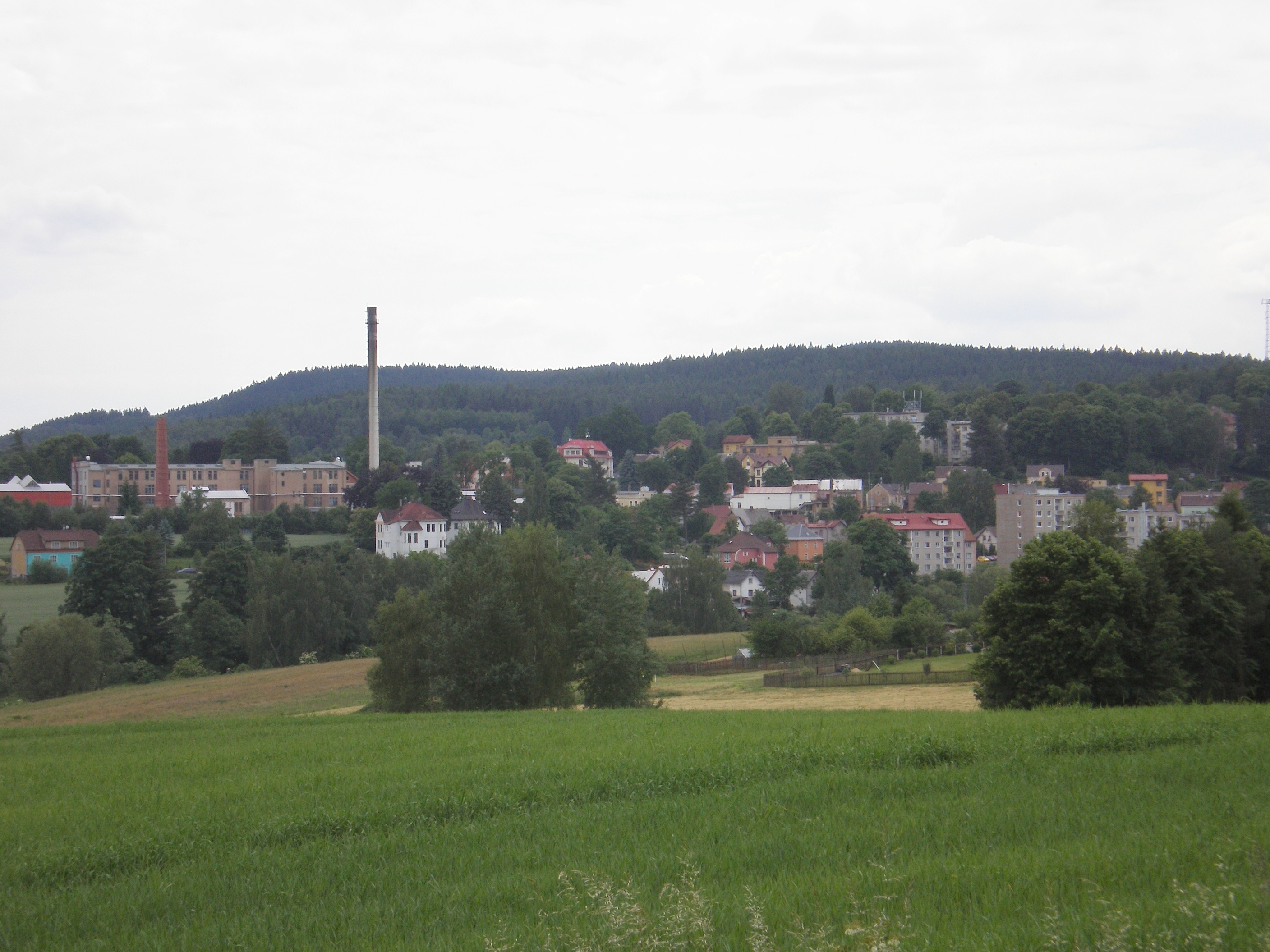

普萊斯納是捷克的城鎮，位於該國西部，由卡羅維發利州負責管轄，面積19.26平方公里，海拔高度499米，鎮上的天主教教堂建於1898年，2005年人口2,049。

## 外部連結
- Municipal website （页面存档备份，存于）